# Hugh Hefner
Hugh Marston Hefner (født 9. april 1926 i Chicago, Illinois, USA, død 27. september 2017 i Los Angeles, Californien, USA) var en amerikansk tidsskriftudgiver, grundlægger og ejer af Playboy (siden 1953).
Han havde en lang række forhold til kvinder, ofte flere samtidig. TV-serien The Girls Next Door (2005-10) handler om livet for en række af Hefners damer; i sæson 1-5 Holly Madison, Bridget Marquardt og Kendra Wilkinson.
Marilyn Monroe var hans første forsidepige, og han købte gravstedet ved siden af hendes i 1992, for den nette sum af $ 75.000.
Hugh Hefner boede i Playboy Mansion i Los Angeles, Californien, USA – en af Los Angeles' mest berømte boliger. I 2016 solgte Hefner den ikoniske bygning for 100 millioner dollars, men blev boende i huset til sin død året efter.